# نومل نكونيني
نومل نكونيني (بالإنجليزية: Nomhle Nkonyeni)‏ (9 أبريل 1942-10 يوليو 2019) كانت مُمثلة جنوب إفريقية. شاركت في عدة مسلسلات تلفزيونية وأفلام روائية أبرزها كان فيلم ذو سمعة جيدة سنة 2013.

## مسارها الفني
في سنة 1961 وفي خضم حقبة الفصل العنصري في جنوب أفريقيا، التقت نكونيني مع أثول فوجارد وآخرين وشكلوا مجموعة مسرحية تحمل اسم «لاعبي الثعبان» (بالإنجليزية: Serpent Players)‏. في سنة 1981، أدت دور البطولة في مسرحية (بالإنجليزية: The Long Journey of Poppie Nongena)‏ على مسرح كاباب في كيب تاون. وقد صرحت حينها: «كُنت أول شخص أسود يؤدي على ذلك المسرح، وعندما فُتح لي ذلك الباب لم أُغلقه أبدًا.»
حصلت نكونيني سنة 1999 على دبلوم في إدارة النزاعات من كلية لويشام في لندن.
في عام 2002، حصلت على درجة الماجستير من كلية الملك ألفريد (تُسمى الآن جامعة وينشستر).
شاركت نكونيني في عدة أفلام عالمية مثل فيلم «الغبار الأحمر» (بالإنجليزية: Red Dust)‏ مع هيلاري سوانك سنة 2004، وفيلم (بالإنجليزية: Catch a Fire)‏ رُفقة تيم روبينز سنة 2006، وفيلم الزولو سنة 2013 مع فورست ويتكر. وقد اختتمت مسيرتها الفنية بالمُشاركة في فيلم مدينة المفصل سنة 2019.
كما شاركت أيضا في العديد من المسلسلات الدرامية والتليفزيونية. أبرزها كان مُشاركتها في مُسلسل «فضيحة!» (بالإنجليزية: Scandal!)‏ في دور لولاما لانغا، والدة سيسكو لانغا (يُؤديه هلوملا داندالا). كان من المُقرر أن تقوم بتصوير المزيد من الحلقات في هذا المُسلسل لكن باغتها الموت فجأة.

## الجوائز
في عام 2016، حصلت على جائزة «الإنجاز مدى الحياة» (بالإنجليزية: Lifetime Achievement Award)‏ في حفل توزيع جوائز جنوب إفريقيا للسينما والتلفزيون. وفي سنة 2018، حصلت على جائزة «الإنجاز مدى الحياة» في جوائز كيب الشرقية الثقافية.
حصلت أيضا سنة 2019 على وسام إيخامانغا الفضي (بالإنجليزية: Order of Ikhamanga in Silver)‏ تكريما لها على مُساهمتها في مجال الفنون والثقافة في جنوب أفريقيا.
سُمي طريق في منطقة نيو برايتون في كيب الشرقية على اسمها.

## حياتها الشخصية
لدى نومل نكونيني ابنان، هُما تيبوغو نكونيني (ولد؛ من مواليد 27 مارس 1966) وثابانغ نكونيني (فتاة؛ 22 أبريل 1968 - 11 أغسطس 2009). قُتلت ابنتها في 11 أغسطس 2009.

## وفاتها
تُوفيت نكونيني في المُستشفى في 10 يوليو 2019 بعد فترة قصيرة من مرضها عن عُمر 77 عامًا. أعلن الرئيس سيريل رامافوزا أن نكونيني ستحظى بجنازة إقليمية خاصة من الفئة الثانية، تكريما لها على عملها المُتميز في الفنون والثقافة في جنوب أفريقيا. صرح رئيس وزراء كيب الشرقية أوسكار مابويان بما يلي: «لقد لعبت دورًا مُهمًا للغاية في التماسك الاجتماعي. نحن نُقدر ذلك حقًا ونحن مدينون بشدة لأشخاص من عيارها والدور الذي لعبته في ظل ظروف صعبة للغاية، وفي بعض الأحيان تستخدم الفن لإيصال رسائل وأيضًا لمُحاربة ظلم الحكومة آنذاك.»

## روابط خارجية
نومل نكونيني على موقع IMDb (الإنجليزية)
- نومل نكونيني على موقع قاعدة بيانات الفيلم (الإنجليزية)